# Mansueto Viezzer
Mansueto Viezzer (Farra di Soligo, 5 febbraio 1925 – Pieve di Soligo, 22 febbraio 2009) è stato un compositore italiano.

## Biografia
Ordinato sacerdote nel 1950, compie gli studi di musica prepolifonica e canto gregoriano con Luigi Mantegani, di pianoforte con Luigi Pavan, di armonia con Gabriele Bianchi, Bruno Coltro (contrappunto e fuga) e Wolfango Dalla Vecchia (composizione), diplomandosi in pianoforte al conservatorio di Udine nel 1958 e in composizione a quello di Venezia nel 1964. 

È stato docente di armonia e contrappunto al conservatorio di Vicenza dal 1970 al 1977 e di armonia, contrappunto, fuga e composizione ai conservatori di Ferrara dal 1980 al 1983 e di Venezia dal 1977 al 1980 e nuovamente dal 1984 al 1995.
Ha diretto la Corale “San Gallo” di Soligo. È stato cappellano dell'ospedale di Soligo dal 1960 al 1980 e della Casa per anziani di Pieve di Soligo dal 1980 fino alla sua morte. Nel 1966 ha ottenuto il premio “Levi” di Venezia e nel 1969 il premio "F. Michele Napolitano" di Napoli. 

Della sua produzione più significativa fanno parte alcuni oratori, lavori di ampio respiro e impegno che traggono ispirazione da spunti liturgici e biblici; Viezzer si serve, per le sue composizioni, della grande orchestra con organo solista, di varie tastiere, nastro magnetico, del coro misto o del quartetto vocale. 

È altresì autore di pezzi per organo e pianoforte, molta musica sacra, pezzi sinfonici e corali, un'opera teatrale, liriche e musica da camera.

## Opere principali
- Anaman to Sutarine per 4 trombe e 2 tromboni (1972)
- Soama to Dioto Sueman , ricercare per 4 legni, 4 ottoni, vibrafono, xilofono, percussioni e 2 pianoforti (1975)
- Tenerissima valle, su poesie di Andrea Zanzotto (1980)
- Passio Domini nostri Jesu Christi (1981)
- Resurrectio Domini nostri Jesu Christi (1984)
- Cantico dei cantici (1985)
- Massimiliano M.Kolbe. Vita, morte e glorificazione (1986)
- Exodus (1991)
- Fra Claudio scultore per obbedienza (1994)
- Lex, oratorio in 5 quadri per soli, cori, organo e orchestra (1995)
- Magnificat